# Isabella di Morra
Isabella di Morra (1520 körül – 1545 vagy 1546) olasz reneszánsz költőnő.
Életében ismeretlen személyiség volt, akit testvérei arra kényszerítettek, hogy elszigetelten éljen, ami elidegenítette őt az udvaroktól és az irodalmi szalonoktól. Miközben magányosan élt egy kastélyban, olyan művet alkotott, amely a korabeli irodalmi közegben soha nem terjedt el. Rövid és melankolikus életének az vetett véget, hogy fivérei egy feltételezett viszony miatt meggyilkolták.
Versei közül csak tizenhárom maradt fenn a mai napig. Kis terjedelme ellenére életművét a 16. századi olasz irodalom egyik legimpozánsabb és legeredetibb alkotásának tartják. Stílusa és témái a romantikus költészet úttörőjévé tették, versei pedig gyakran képezik a feminista irodalomkritika tárgyát.

## Gyermekkora
Isabella di Morra nemesi családban született Favaleban (ma Valsinni, Matera tartományban), amely akkoriban a Nápolyi Királysághoz tartozott. Szülei Giovanni Michele di Morra, Favale bárója és Luisa Brancaccio, egy nápolyi nemesi családhoz tartozó nemesasszony voltak. Isabella születési ideje pontosan nem ismert: Általában Benedetto Croce tanulmányára hivatkoznak, amely 1520 körülre datálja, talán korábban, 1515 vagy 1516 körül születhetett.
Isabellát gyermekkorában apja irodalomra és költészetre tanította. Őt, édesanyját és öt testvérét: Marcantoniot, Scipionet, Deciot, Cesaret és Fabiot, valamint egy nővérét: Porziát 1528-ban hagyta magára apjuk, Giovanni Michele, amikor 1528-ban kénytelen volt Franciaországba menekülni, miután támogatta a betörő francia hadsereget a Nápolyi Királyság meghódításában V. Károly spanyol király ellen. Apja 1528-ban tért volna vissza Favale-ba. Visszatérhetett volna Favaléba, mivel a spanyol korona ellen elkövetett bűne miatt kegyelmet kapott, de Franciaországban maradt, ahol mind a hadseregben, mind I. Ferenc tanácsadójaként szolgált, és részt vett az udvari ünnepségeken, legkisebb gyermeke, Camillo, a szökése után született. Scipione nem sokkal később követte apját, majd az irányítást Favale-ban a legidősebb testvér, Marcantonio vette át. Isabella ellenséges családi környezetben nőtt fel, tehetetlen anyja és faragatlan, féktelen és brutális testvérei között. Apja hirtelen távozása mélyen megviselte, ami egész hátralévő életében gyötörte. Nevelőt kapott, aki tanulmányaiban és a latin költők tanulmányozásában irányította, és valószínűleg ő volt az egyetlen ember az életében, akivel az irodalomról beszélgethetett.

## Ifjúsága

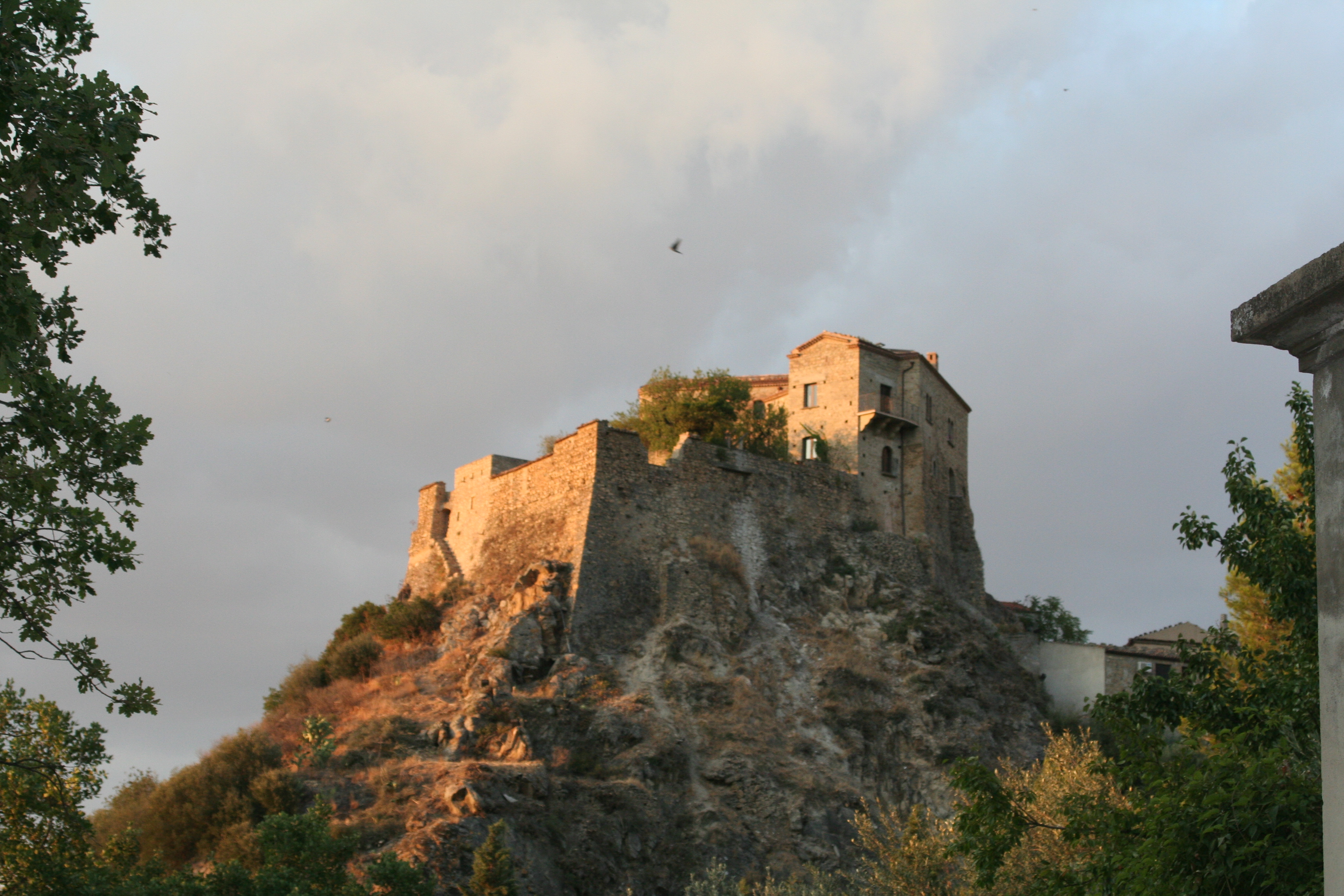
Isabella di Morra lakóhelye

Isabella és három fiatalabb testvére, Cesare, Decio és Fabio kapcsolatát kezdettől fogva ellenségeskedés jellemezte. Lehetséges, hogy a fivérek irigyelték tehetséges nővérüket és a nevelésére fordított figyelmet.
Arra kényszerítették, hogy teljes elszigeteltségben éljen a családi kastélyban, Favale-ban, amely egy meredek szikla tetején tornyosult a Jón-tengerre nézve. A kastélyban Isabella a költészetnek szentelte magát, mivel ez jelentette számára az egyetlen vigaszt magányára.
Mindazonáltal alkalma nyílt arra, hogy barátságot kössön művelt szomszédaival: Diego Sandoval de Castróval, Bollita (ma Nova Siri) bárójával és Cosenza várnagyával, valamint annak feleségével, Antonia Caracciolóval. A spanyol származású Diegót jóképű és bátor katonaként írták le, aki V. Károly seregében harcolt az algíri expedícióban. Kiadott költő volt, a firenzei Akadémia tagja, és Pedro de Toledo alkirály pártfogoltjaként jó kapcsolatban állt a nápolyi hatalmi struktúrával. Feltehetőleg a nevelője bátorította és támogatta, Isabella és Diego titkos levelezést kezdtek, amikor a férfi a felesége nevében leveleket írt neki, amelyekben verseket is írt, és amelyekre Isabella talán válaszolt.
Titkos szerelmi viszonyról szóló pletykák láttak napvilágot, bár kapcsolatuk a mai napig rejtélyes, és nem világos, hogy többek voltak-e egyszerű barátoknál. Egy rövid házassági említéstől eltekintve Isabella fennmaradt művei nem tartalmaznak férfihoz szóló szerelmes verset, míg Diego versei a szeretője iránti érzéseit írják le (esetleg egy konkrét nőre utalva), vagy egyszerűen csak a kor költői stílusának megfelelő, hagyományos siratóversek voltak-e. Mindazonáltal, amikor Isabella testvérei tudomást szereztek a levelekről, házasságon kívüli viszonyt gyanítottak, és kegyetlen büntetőtervet készítettek elő a család becsületének helyreállítására.

## Halála
Az első áldozat a nevelőjük volt, aki a leveleket egymás között továbbította. Testvérei ezután szembeszálltak Isabellával - akit később a korabeli beszámolók szerint a levelekkel a kezében találtak meg -, és halálra késelték. A testvérek közül ketten Franciaországba menekültek, de hamarosan visszatértek, nyilvánvalóan azzal a szándékkal, hogy bosszút álljanak Diegón, aki az életét féltve testőrt fogadott. A három gyilkos néhány hónappal később a Noja (ma Noepoli) melletti erdőben két nagybátyja segítségével, valószínűleg a spanyolok iránti gyűlöletük által vezérelve végzett vele.
Isabella halála szinte észrevétlen maradt, sőt a 16. századi becsületkódex szerint a társadalom jóváhagyta - Diego Sandoval meggyilkolását alig vizsgálták ki. Halálának éve nem ismert teljes bizonyossággal, de valószínűleg 1545 vagy 1546-ban, bár más tanulmányok szerint 1547-ben vagy 1548-ban halt meg.
Úgy vélik, hogy a helyi San Fabiano-katedrálisban temették el, de sírját vagy nyomát nem találták meg. Croce történész egy valsinni látogatása során megpróbálta megtalálni Isabella sírját, de a templomban folyó felújítási munkálatok megsemmisítették a di Morra család sírjainak minden nyomát, és egy földalatti fal mögött végzett kutatásai csak csonthalmokat tártak fel.

## Utóhatás

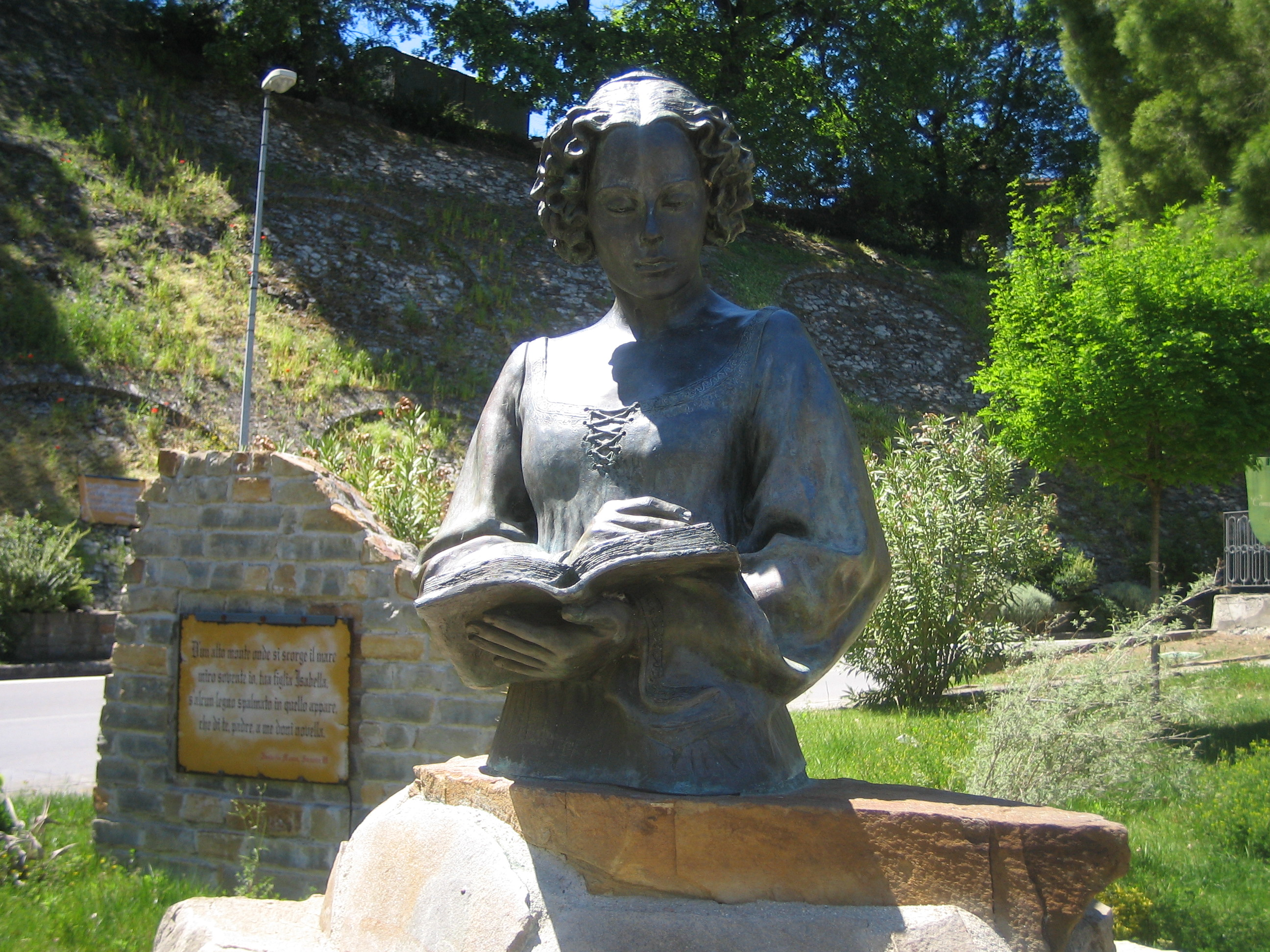
Isabella di Morra emlékhelye Valsinniben

A gyilkosok kénytelenek voltak elmenekülni a Nápolyi Királyságból, Pedro de Toledo alkirály haragja elől, aki elrendelte az egész tartomány átkutatását. Franciaországba költöztek apjukhoz, aki állítólag nem sokkal a tragédia után meghalt, bár még élt és 1549-ben nyugdíjat kapott. 1549-ben a testvéreket távollétükben bűnösnek találták. 1549-ben testvérük, Scipione megenyhült és segített testvéreinek, bár megdöbbentették és felháborították a gyilkosságok.
Decio pap lett, Cesare pedig egy francia nemesasszonyt vett feleségül, de Fabióról nincs megerősített információ. Scipione-t, aki Medici Katalin francia királyné minisztere volt, később halálosan megmérgezték az udvar más tagjai, akik féltékenyek voltak rá, és közben a megmaradt testvéreket bíróság elé állították. Marcantoniót, aki nem vett részt az összeesküvésben, néhány hónapra bebörtönözték, majd szabadon engedték. A legfiatalabb testvért (Camillo), akinek szintén semmi köze nem volt a gyilkosságokhoz, felmentették a bűnrészesség alól.

## Költészete
Isabelle verseire akkor bukkantak rá, amikor a gyilkosságok kivizsgálása céljából tisztviselők látogattak el a birtokára. Tíz szonettje és három verse posztumusz jelent meg. Az 1500-as évek petrarkizmus néven ismert irodalmi mozgalmához köthető, amely Francesco Petrarca mintájára Pietro Bembo által újjáélesztett mű, Bár formája, szóhasználata és megfogalmazása a kor petrarkista divatját követi, kiemelkedik drámai hangvételével, amely olyan középkori költőknél is megtalálható, mint Dante Alighieri és Jacopone da Todi.
Költészete nagyon személyes, saját családi helyzete és kényszerű elszigeteltsége hatott rá; impulzívan írt, hogy csalódottságának hangot adjon, minden irodalmi díszítés és formai elegancia nélkül. Más költőnők verseivel ellentétben, amelyek gyakran az idealizált szerelem ujjongásán alapulnak, Isabella műveiben csak az egzisztenciális fájdalomnak, a haragnak és a magánynak van helye, ami megkülönböztető alakjává teszi őt a korabeli petrarkista költők között. A házasság az egyetlen módja a szerelemnek, amely nemcsak társadalmi és női helyzetének felelne meg, hanem az egyetlen módja annak is, hogy kiszabaduljon abból a nyomasztó környezetből, amelyben élt, költészete az elszigeteltségéből fakadó bánatát, a többi irodalmártól való elszigeteltségét és az apja utáni vágyakozását írja le.

## Fordítás
Ez a szócikk részben vagy egészben  az   Isabella di Morra című német Wikipédia-szócikk fordításán alapul.  Az eredeti cikk szerkesztőit annak laptörténete sorolja fel. Ez a jelzés csupán a megfogalmazás eredetét és a szerzői jogokat jelzi, nem szolgál a cikkben szereplő információk forrásmegjelöléseként.